# Hubbard (Teksas)
Hubbard je grad u američkoj saveznoj državi Teksas. Prema popisu stanovništva iz 2010. u njemu je živjelo 1.423 stanovnika.